# Diviziya
Diviziya (en ucraniano: Дивізія, romanizado: Dyviziya)  es un pueblo ucraniano perteneciente al óblast de Odesa. Situado en el suroeste del país, es parte del raión de Bíljorod-Dnistrovski y del municipio (hromada) homónimo.

## Toponimia
El nombre del asentamiento en otros idiomas de importancia en el asentamiento es también Diviziya (en ruso: Дивизия; en rumano: Divizia). 

## Geografía
Diviziya se encuentra en la desembocadura del río Jadzhider, 35 km al noreste de Tatarbunari y a unos 125 km al suroeste de Odesa.  

## Historia
El pueblo fue fundado en 1809 en la región histórica de Besarabia por soldados ucranianos y rusos, quienes exigieron la "división", es decir, el asentamiento en un territorio con el objetivo de defenderlo. Más tarde, los campesinos siervos huyeron de las propiedades de las provincias rusas y se establecieron en Diviziya. Tras el tratado de París de 1856, que puso fin a la guerra de Crimea (1853-1856), Diviziya permaneció en territorio ruso, estando cerca de la frontera con el principado de Moldavia.  
En enero de 1918 comenzó la intervención y anexión al reino de Rumania. Ese mismo año, los bolcheviques locales crearon una unidad del Ejército Rojo, que luchó contra los rumanos. Como resultado de la reforma agraria llevada a cabo en 1918-1924, las mejores tierras fueron devueltas a los campesinos y colonos ricos, en quienes el gobierno real rumano vio apoyo social.
Diviziya fue entregada a la Unión Soviética con el pacto Ribbentrop-Mólotov. El 7 de agosto de 1940 se creó el óblast de Izmaíl, formada por los territorios situados en el sur de Besarabia y que fueron anexados a la RSS de Ucrania. El 29 de julio de 1941, Diviziya fue tomada por tropas germano-rumanas durante la operación Barbarroja de la Segunda Guerra Mundial y recuperada en 1944 por tropas soviéticas. 
En 1954, se abolió el óblast de Izmaíl y las localidades que la componen se incluyeron en el óblast de Odesa. 

## Demografía
La evolución de la población de Diviziya entre 1989 y 2001 fue la siguiente:
| 3606                                                          | 2333 | 2078 |
| (Fuente: Cities & Towns of Ukraine y UKRAINE: Größere Städte) |      |      |

Según el censo de 2001, la lengua materna de la mayoría de los habitantes, el 92,59%, es el ucraniano; y del 5%, el ruso.Según el censo rumano de 1930, en Diziviya ese año los ucranianos representaban el 67,61% de los habitantes; los rusos, el 28,62%; los rumanos, el 2,58%; y los judíos, el 0,64%.

## Economía
Los habitantes del pueblo de Divizia se dedican principalmente a la agricultura.

## Infraestructura

### Educación
Hay una escuela de niveles I-III en el pueblo. También hay un centro cultural.

### Transporte
La carretera territorial T-16-43 atraviesa el pueblo.